# Transvision Vamp
A Transvision Vamp egy angol alternatív rockzenekar volt. 1986-ban alakult Nick Christian Sayer és Wendy James által. A zenekar az 1980-as évek végén és az 1990-es évek elején pop/punk hangzásukkal listasikert aratott. Wendy, az együttes énekesnője és középpontja, szexuálisan túlfűtött és lázadó imidzsével vonzotta a média figyelmét. Tíz brit listasikert értek el. Ausztráliában is jelentős sikert arattak. Legismertebb daluk az 1989-es "Baby I Don't Care" volt, amely az Egyesült Királyság és Ausztrália slágerlistáin a harmadik helyig jutott. 1991-ben feloszlottak.

## Karrier
A zenekar eredeti felállása James, Sayer, Dave Parsons (basszusgitár), Tex Axile (billentyűs hangszerek) és Pol Burton (dobok) volt. Parsons és Axile mindketten punk zenekarokban játszottak, mielőtt csatlakoztak a bandához; Parsons a The Partisans-ban, Axile pedig különböző zenekarokban, leginkább a The Moors Murderers-ben és az Agent Orange-ben.
A zenekar 1986 decemberében szerződést kapott az MCA-tól, és a következő évben kiadták első kislemezüket, a Revolution Baby-t. Ez 1987 szeptemberében az Egyesült Királyságban a 77. helyen állt meg. 1987 szeptemberében a Holly and the Italians dalának feldolgozása, a "Tell That Girl to Shut Up" 1988 márciusában jelent meg a zenekar második kislemezeként, és a 45. helyig jutott a brit kislemezlistán. 1988 márciusában a kislemez lett az egyetlen listás bejegyzésük az amerikai Billboard Hot 100-on, ahol a 87. helyen állt.
A zenekar harmadik kislemeze, az "I Want Your Love", a pop/punk crossover vonzerejével az első nagy slágerük lett, a norvég kislemezlista élén, és a top 10-ben volt az Egyesült Királyságban, Írországban, Ausztráliában, Új-Zélandon, Svédországban, és Svájcban. A következő kislemezük a "Revolution Baby" újrakiadása volt, amely az Egyesült Királyságban a 30., Írországban a 17., Ausztráliában és Új-Zélandon a 24. A negyedik kislemez, a "Sister Moon", a 41. helyen, szűken lemaradt a brit top 40-es listáról.
1988 októberében a zenekar kiadta debütáló albumát, a Pop Artot. Az album nagy sikert aratott az Egyesült Királyságban, ahol 32 hétig maradt az albumlistán, és a 4. helyen tetőzött. Az album hasonló sikereket ért el Ausztráliában, ahol platina minősítést kapott, és 1989-ben a 25. legtöbbet eladott album volt. Az album Svájcban (20. hely) és Svédországban (25. hely) is jól szerepelt.
1989 a zenekar legsikeresebb évének bizonyult a "Baby I Don't Care" című kislemez megjelenésével. A kislemez az Egyesült Királyságban és Ausztráliában is a harmadik helyen végzett, ezzel mindkét országban az együttes legsikeresebb kislemeze lett. Ausztráliában a dal 20 hetet töltött a top 50-ben. A zenekar második albuma, a Velveteen nem sokkal később jelent meg, amely az Egyesült Királyság albumlistájának élén debütált, és 26 hétig maradt a listán. A Velveteen az ausztrál albumlistán is a második helyen végzett, 25 hetet töltött a top 100-ban, és az év 39. legkelendőbb albuma lett. A Velveteen jelentős sikert aratott Új-Zélandon is (a 12. helyig jutott), valamint Európa egyes részein, többek között Svájcban, Németországban és Norvégiában, ahol a legjobb húsz közé jutott. A Velveteen további kislemezei: "The Only One", "Landslide of Love" és a "Born to Be Sold" mind a top 30-ban volt az Egyesült Királyságban, Írországban pedig a top 20-ban.
1991 júniusában az MCA megtagadta a Transvision Vamp harmadik albumának, a Little Magnets Versus the Bubble of Babble-nek a kiadását az Egyesült Királyságban, mivel állítólag nem tetszett a zenei irányvonal, és miután a két kislemez nem szerepelt olyan magasan a brit slágerlistákon, mint a korábbi kislemezek. Az album Új-Zélandon jelent meg, ahol a top húszas listán a 14. helyig jutott. Ausztráliában is megjelent az album, és a 25. helyig jutott, 3 hónapot töltött az ARIA top 100-as albumlistáján. Svédországban is megjelent, és a 27. helyig jutott. Az album első kislemeze, az "I Just Wanna B with U" Ausztráliában a 16. helyen végzett, az Egyesült Királyságban a 30. helyen szerepelt, és bekerült az ír top 30-ba. Az albumról kiadott második kislemez, az "If Looks Could Kill" Új-Zélandon a top 40-be került, az Egyesült Királyságban pedig éppen csak lemaradt a top 40-ről a 41. helyen, ez lett a zenekar utolsó kislemeze. Az albumról egy harmadik kislemezt, a "Twangy Wigout" címűt tervezték, és promóciós példányokat is kiadtak belőle, de a kiadójuk viták után félretette.
A harmadik albumról Wendy James azt nyilatkozta, hogy: "Amerikában jött volna ki. De aztán úgy döntöttünk, hogy feloszlunk. Az angol lemezkiadó ugyanis azt mondta, hogy nem győztük meg őket erről a lemezről, visszatartjuk, és előbb megnézzük, hogy más országokban mennyire megy jól. Mire készen álltak a kiadásra, már eldöntöttük, hogy feloszlunk, és így nem jelent meg."
Az együttes hivatalosan 1992 februárjában oszlott fel az MCA közleményét követően. Wendy James 1993-ban indította el szólókarrierjét  Now Ain't the Time for Your Tears című albumával.

## A feloszlás után
Anthony Doughty (Tex Axile) csatlakozott egy Max nevű zenekarhoz Matthew Ashman, Kevin Mooney, John Reynolds és John Keogh társaságában, amelyben billentyűs hangszereken játszott. 1992-ben adták ki a Trevor Horn által producált "Silence Running" című albumot. 1992-ben Keogh nem sokkal a megjelenés után meghalt, Ashman pedig néhány évvel később. Doughty továbbra is szólóalbumokat ad ki saját kiadójánál.
Dave Parsons csatlakozott a Bush-hoz.
Wendy James szólókarrierbe kezdett, korlátozott kereskedelmi sikerrel. Az 1993-as Now Ain't the Time for Your Tears című albuma, bár Elvis Costello írta, csak a 43. helyet érte el a brit albumlistán, a róla kiadott három kislemez közül egyik sem került be a brit Top 30-ba. A vezető kislemez, a "The Nameless One" a 34. helyet érte el a brit kislemezlistán, míg a második kislemez, a "London's Brilliant" a 62. helyen végzett, a harmadik kislemez, a "Do You Know What I'm Saying?" pedig a 78. helyet érte el az Egyesült Királyságban. Az MCA és James még ugyanezen év augusztusában elváltak egymástól.
A One Little Indian számára felvett folytatásos szólóalbum nem jelent meg. 2004-ben James megalakította a Racine nevű zenekart, akikkel két albumot adott ki. Egyik album sem került a slágerlistákra. Egy kislemez, a "Grease Monkey" 2005 áprilisában a 114. helyen szerepelt az Egyesült Királyságban. 2005 áprilisában A Racine feloszlott, és 2008 decemberében bezárta a zenekar hivatalos honlapját.

## A banda tagjai
- Wendy James: ének (1986-1991)
- Nick Christian Sayer: gitár, háttérvokál (1986-1991)
- Dave Parsons: basszusgitár, háttérvokál (1986-1991)
- Tex Axile: billentyűs hangszerek, szekvenszer, dobok, gitár, háttérvokál (1986-1991)
- Pol Burton: dobok (1986-1989)
- James Piper: gitár, háttérvokál (1989-1991)
- Martin Hallett: dobok, háttérvokál (1989-1991)

## Diszkográfia
- Pop Art (1988)
- Velveteen (1989)
- Little Magnets Versus the Bubble of Babble (1991)